# Otto Walter Kuckuck
Otto Walter Kuckuck (* 3. Februar 1871 in Berlin; † nach 1942) war ein deutscher Architekt, der in Königsberg in Ostpreußen lebte und arbeitete.

## Leben
Kuckuck studierte an der Technischen Hochschule (Berlin-)Charlottenburg und arbeitete danach rund acht Jahre als wissenschaftlicher Assistent an dieser Hochschule. 1904 erhielt er eine Anstellung als Lehrer an der Baugewerkschule Königsberg. 1909 eröffnete er dort ein Büro als freier Architekt. Er projektierte Bauten in Königsberg und Umgebung. Von 1911 bis 1913 war Kuckuck Herausgeber der Zeitschrift Neue Kunst in Alt-Preußen.
Nach 1914 war er an der Wiederherstellung von über 300 Gebäuden in Ostpreußen beteiligt.

## Bauten (Auswahl)
Otto Walter Kuckuck projektierte vor allem Wohngebäude und Villen, aber auch andere Gebäude, meist mit Elementen der Reformarchitektur.
| Jahr      | Ort                                     | Gebäude                                                        | Bild | Bemerkungen |  |
| --------- | --------------------------------------- | -------------------------------------------------------------- | ---- | --- |  |
| 1906–1907 | Rauschen, heute Swetlogorsk             | Evangelische Kirche                                            |      | mit Ernst (?) Wichmann, heute russisch-orthodoxe Kirche des heiligen Seraphim von Sarow                                              |  |
| 1907      | Rauschen                                | Elektrizitätswerk                                              |      | |  |
| 1907–1908 | Rauschen                                | Warmbad mit Wasserturm                                         |      | Sonnenuhr in den 1970er Jahren angebracht                                                                                            |  |
| vor 1910  | Königsberg-Amalienau, heute Kaliningrad | Gemeindehaus der Königin-Luise-Gemeinde                        |      | |  |
| 1911      | Königsberg                              | Gesellschaftshaus im Tiergarten                                |      | erhalten |  |
| 1912      | Königsberg                              | Neues Luisen-Theater / Komische Oper                           |      | 1927 zum Neuen Schauspielhaus umgebaut, nach schweren Kriegsschäden 1960 stark verändert wiederaufgebaut, heute Dramatisches Theater |  |
| 1913      | Georgenswalde, heute Otradnoje          | Kurhaus                                                        |      | erhalten |  |
| 1913–1914 | Königsberg                              | Gewerkschaftshaus                                              |      | [ 2 ] |  |
| 1914      | Königsberg                              | Neue Kant-Apotheke (Geschäftshaus)                             |      | nicht erhalten |  |
| 1914      | Königsberg                              | Umbau und Erweiterung eines Lagerhauses für die Firma Grünbaum |      | nicht erhalten |  |